# 威尔·戴利
威廉·“威尔”·戴利（英語：William "Will" Daly，1983年8月2日—），美国男子赛艇运动员。他曾代表美国参加世界赛艇锦标赛，获得一枚金牌。他也曾参加2008年夏季奥林匹克运动会。